# Henry Sire
Henry J. A. Sire (* 1949) je britský katolický historik, spisovatel a maltézský rytíř francouzského původu, autor knih Phoenix from the Ashes (2015) a Il Papa Dittatore (2017).

## Fénix z popela
V roce 2015 vydal knihu Phoenix from the Ashes: The Making, Unmaking, and Restoration of Catholic Tradition, v níž ostře zkritizoval druhý vatikánský koncil, který označil za zradu katolické víry, jejíž následky nemohou být správně ohodnoceny, dokud nebude jako zrada rozpoznána.

## Papež diktátor
V roce 2017 vydal (původně jen v elektronické podobě) pod pseudonymem Marcantonio Colonna (podle slavného katolického admirála) knihu Il Papa Dittatore (Papež diktátor), ve které ostře zkritizoval dosavadní pontifikát papeže Františka. Kniha byla později přeložena do angličtiny a rychle se stala jednou z nejprodávanějších knih s náboženskou tematikou v italském a anglickém jazykovém prostoru. (Roku 2021 vyšla i v češtině.)
Když Sire v březnu 2018 odhalil pro druhé vydání knihy své autorství (dle vlastního vyjádření už od samého počátku zamýšlel skrýt svou identitu jen dočasně, neboť měl obavy, že by se obratem stal terčem perzekucí, které by mu znemožnily dokončit rozdělanou historickou práci), bylo jeho členství v řádu až do „vyšetření“ díla suspendováno. Tento zásah proti němu, který provedlo vedení vnucené řádu papežem rok předtím, ovšem v očích jeho příznivců podpořil teze o papeži diktátoru a stalo se z jejich strany terčem silné kritiky. Siry sám označil suspendaci svého členství za jednoznačně nelegitimní a nelegální. Tentýž postoj zaujal k vyloučení z řádu, které bylo vyhlášeno na konci roku.

## Knihy
- Phoenix from the Ashes (2015)
- The Knights of Malta (2016)
- The Dictator Pope (2017)